# Lista de ministros da Guerra e do Exército de Portugal

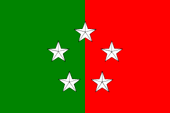
Bandeira do ministro da Guerra e, mais tarde, do ministro do Exército.

Esta é uma lista de ministros da Guerra e, mais tarde, ministros do Exército de Portugal, entre o reinado do último rei absolutista de Portugal, Rei D. João VI de Portugal, passando pelo estabelecimento pelas Cortes Gerais e Extraordinárias da Nação Portuguesa de um Conselho de Regência que governará em nome do rei anteriormente mencionado, que permanecera instalado com a restante corte no Brasil, e a extinção da pasta após a revolução de 25 de abril de 1974. A lista cobre o Vintismo (1820-1828), o Miguelismo (1828-1834), a Monarquia Constitucional (1830–1910), a Primeira República (1910–1926), o período ditatorial da Ditadura Militar, Ditadura Nacional e o Estado Novo (1926–1974). Anteriormente, a pasta encontrava-se unida com a dos Negócios Estrangeiros, através da Secretaria de Estado dos Negócios Estrangeiros e da Guerra.

## Designação
Entre 1821 e 1974, o cargo teve as seguintes designações:
- Ministros e secretários de Estado dos Negócios da Guerra, ou, mais tarde, ministros dos Negócios da Guerra ou apenas ministros da Guerra — designação usada entre 1808 e 5 de outubro de 1910;
- Ministros da Guerra — designação usada entre 5 de outubro de 1910 e 15 de maio de 1918;
- Secretários de Estado da Guerra — designação usada entre 15 de maio de 1918 e 16 de dezembro de 1918;
- Ministros da Guerra — designação novamente usada entre 16 de dezembro de 1918 e 2 de agosto de 1950;
- Ministros do Exército — designação usada entre 2 de agosto de 1950 e 25 de abril de 1974.

## Numeração
Para efeitos de contagem, regra geral, não contam os ministros interinos em substituição de um ministro vivo e em funções. Já nos casos em que o cargo é ocupado interinamente, mas não havendo um ministro efetivamente em funções, o ministro interino conta para a numeração. Os casos em que o ministro não chega a tomar posse não são contabilizados. Os períodos em que o cargo foi ocupado por órgãos coletivos também não contam na numeração desta lista.
São contabilizados os períodos em que o ministro esteve no cargo ininterruptamente, não contando se este serve mais do que um mandato, e não contando ministros provisórios durante os respetivos mandatos. Ministros que sirvam em períodos distintos são, obviamente, distinguidos numericamente. No caso de Hélder Ribeiro, cujo mandato é interrompido pelo do não empossado José Mendes dos Reis, sendo reconduzido no cargo no próprio dia, conta apenas como uma passagem pelo ministério.
A contagem no período do Miguelismo é feita separadamente devido à coexistência dos ministros do Governo da Regência na Ilha Terceira.

## Lista
| Período Absolutista do reinado de D. João VI de Portugal | |         |                                                       |                                                       |                        |
| #                                                        | Secretarios de Estado dos Negócios da Guerra | Retrato | Início do mandato                                     | Fim do mandato                                        | Rei                    |
| 1                                                        | Rodrigo de Sousa Coutinho, Conde de Linhares |         | 10 de março de 1808                                   | 1812                                                  | D. João VI de Portugal |
| 2                                                        | João de Almeida Melo e Castro, 5° Conde de Galveias |         | 1812                                                  | 1814                                                  | D. João VI de Portugal |
| 3                                                        | Fernando José de Portugal e Castro, 2° Marquês de Aguiar |         | 1814                                                  | 1816                                                  | D. João VI de Portugal |
| 4                                                        | Antônio de Araújo e Azevedo, Conde da Barca |         | 1816                                                  | 1817                                                  | D. João VI de Portugal |
| 5                                                        | João Paulo Bezerra de Seixas, Barão de Itaguaí (interino) |         | 1817                                                  | 1817                                                  | D. João VI de Portugal |
| 6                                                        | Tomás António de Vila Nova Portugal |         | 1817                                                  | 1820                                                  | D. João VI de Portugal |
| 7                                                        | Pedro de Sousa Holstein, Duque de Palmela |         | 1820                                                  | 1821                                                  | D. João VI de Portugal |
| 8                                                        | Silvestre Pinheiro Ferreira |         | 1821                                                  | 1821                                                  | D. João VI de Portugal |
| Governos do Primeiro Liberalismo (1820-1828)             | |         |                                                       |                                                       |                        |
| #                                                        | Ministro e secretário de Estado dos Negócios da Guerra (Nascimento–Morte) | Retrato | Início do mandato                                     | Fim do mandato                                        | Governo                |
| 1                                                        | António Teixeira Rebelo (1750–1825) |         | 30 de janeiro de 1821                                 | 4 de julho de 1821                                    | Reg.                   |
| 2                                                        | António Teixeira Rebelo (1750–1825) |         | 4 de julho de 1821                                    | 7 de setembro de 1821                                 | I Gov. Vint.           |
| 3                                                        | Manuel Inácio Martins Corte Real (1760–1832) |         | 7 de setembro de 1821                                 | 13 de outubro de 1821                                 | II Gov. Vint.          |
| 4                                                        | Cândido José Xavier (1769–1833) |         | 13 de outubro de 1821                                 | 27 de maio de 1823                                    | II Gov. Vint.          |
| -                                                        | José António Guerreiro (interino) (1789–1834) |         | 28 de maio de 1823                                    | 30 de maio de 1823                                    | III Gov. Vint.         |
| 5                                                        | José Maria das Neves Costa (1774–1841) |         | 30 de maio de 1823                                    | 30 de maio de 1823                                    | III Gov. Vint.         |
| 6                                                        | José Máximo Fonseca Rangel (1772–1832) |         | 30 de maio de 1823                                    | 1 de junho de 1823                                    | III Gov. Vint.         |
| 7                                                        | Manuel Inácio Martins Corte Real (1760–1832) |         | 1 de junho de 1823                                    | 15 de janeiro de 1825                                 | I Gov. Joan.           |
| 8                                                        | Francisco Furtado de Castro do Rio Mendonça e Faro (1780–1854) |         | 15 de janeiro de 1825                                 | 1 de agosto de 1826                                   | II Gov. Joan.          |
| 9                                                        | João Carlos de Saldanha Oliveira e Daun (1790–1876) |         | 1 de agosto de 1826                                   | 13 de outubro de 1826                                 | I Gov. Cart.           |
| 10                                                       | Inácio da Costa Quintela (1763–1838) |         | 13 de outubro de 1826                                 | 6 de dezembro de 1826                                 | II Gov. Cart.          |
| 11                                                       | José Bernardino de Portugal e Castro (1780–1840) |         | 6 de dezembro de 1826                                 | 16 de dezembro de 1826                                | III Gov. Cart.         |
| 12                                                       | Cândido José Xavier (1769–1833) |         | 16 de dezembro de 1826                                | 1 de maio de 1827                                     | III Gov. Cart.         |
| 13                                                       | João Carlos de Saldanha Oliveira e Daun (1790–1876) |         | 1 de maio de 1827                                     | 26 de julho de 1827                                   | IV Gov. Cart.          |
| 14                                                       | Manuel de Saldanha da Gama e Torres Guedes de Brito (1793–1852) |         | 26 de julho de 1827                                   | 7 de setembro de 1827                                 | IV Gov. Cart.          |
| 15                                                       | Cândido José Xavier (1769–1833) |         | 7 de setembro de 1827                                 | 26 de fevereiro de 1828                               | V Gov. Cart.           |
| Governos do Miguelismo (1828-1834)                       | |         |                                                       |                                                       |                        |
| #                                                        | Ministro e secretário de Estado dos Negócios da Guerra (Nascimento–Morte) | Retrato | Início do mandato                                     | Fim do mandato                                        | Governo                |
| 1                                                        | José Luís de Sousa Botelho Mourão e Vasconcelos, Conde de Vila Real (1785–1855) |         | 26 de fevereiro de 1828                               | 3 de março de 1828                                    | I Cadaval              |
| 2                                                        | Diogo Martim de Sousa Teles de Meneses, Conde do Rio Pardo (1755–1829) |         | 3 de março de 1828                                    | 7 de fevereiro de 1829                                | I Cadaval              |
| 3                                                        | Nuno Álvares Pereira de Melo, Duque de Cadaval (interino) (1799–1837) |         | 7 de fevereiro de 1829                                | 29 de fevereiro de 1829                               | I Cadaval              |
| 4                                                        | António José de Melo Silva César e Meneses, Conde de São Lourenço (1794–1863) |         | 29 de fevereiro de 1829                               | 21 de fevereiro de 1833                               | I Cadaval              |
| 4                                                        | António José de Melo Silva César e Meneses, Conde de São Lourenço (1794–1863) | II      | 29 de fevereiro de 1829                               | 21 de fevereiro de 1833                               |                        |
| –                                                        | Francisco Furtado de Castro do Rio de Mendonça e Faro, Conde de Barbacena (interino) (1780–1854)                                                                                                 |         | 21 de fevereiro de 1833                               | 16 de julho de 1833                                   |                        |
| –                                                        | António José de Melo Silva César e Meneses, Conde de São Lourenço (continuação) (1794–1863) |         | 16 de julho de 1833                                   | 15 de agosto de 1833                                  |                        |
| –                                                        | Louis Auguste Victor de Ghaisne, Conde de Bourmont (interino) (1773–1846) |         | 15 de agosto de 1833                                  | 22 de setembro de 1833                                |                        |
| –                                                        | António José de Melo Silva César e Meneses, Conde de São Lourenço (continuação) (1794–1863) |         | 22 de setembro de 1833                                | 26 de maio de 1834                                    | III                    |
| Regência de D. Pedro (1830–1834)                         | |         |                                                       |                                                       |                        |
| #                                                        | Ministro e secretário de Estado dos Negócios da Guerra (Nascimento–Morte) | Retrato | Início do mandato                                     | Fim do mandato                                        | Governo                |
| 1                                                        | Luís da Silva Mouzinho de Albuquerque (1792–1846) |         | 15 de março de 1830                                   | 14 de janeiro de 1831                                 | Gov. Reg.              |
| –                                                        | João Ferreira Sarmento (interino) (1792–1865) |         | 14 de janeiro de 1831                                 | 2 de julho de 1831                                    | Gov. Reg.              |
| 2                                                        | Joaquim de Sousa Quevedo Pizarro (1777–1838) |         | 2 de julho de 1831                                    | 3 de março de 1832                                    | Gov. Reg.              |
| 3                                                        | Agostinho José Freire (1780–1836) |         | 3 de março de 1832                                    | 24 de setembro de 1834                                | Gov. Reg.              |
| Monarquia Constitucional (1834–1910)                     | |         |                                                       |                                                       |                        |
| #                                                        | Ministro e secretário de Estado dos Negócios da Guerra (Nascimento–Morte) | Retrato | Início do mandato                                     | Fim do mandato                                        | Governo                |
| 4                                                        | D. António José de Sousa Manuel de Meneses Severim de Noronha, Duque da Terceira e Marquês de Vila Flor (1792–1860)                                                                              |         | 24 de setembro de 1834                                | 20 de março de 1835                                   | I                      |
| 5                                                        | D. José Luís de Sousa Botelho Mourão e Vasconcelos, Conde de Vila Real (interino) (1815–1858) |         | 20 de março de 1835                                   | 27 de maio de 1835                                    | I                      |
| 6                                                        | D. João Carlos Gregório Domingos Vicente Francisco de Saldanha Oliveira e Daun, Marquês de Saldanha (1790–1876)                                                                                  |         | 27 de maio de 1835                                    | 18 de novembro de 1835                                | II                     |
| 6                                                        | D. João Carlos Gregório Domingos Vicente Francisco de Saldanha Oliveira e Daun, Marquês de Saldanha (1790–1876)                                                                                  | III     | 27 de maio de 1835                                    | 18 de novembro de 1835                                |                        |
| 7                                                        | José Jorge Loureiro (1791–1860) |         | 18 de novembro de 1835                                | 19 de abril de 1836                                   | IV                     |
| 8                                                        | D. António José de Sousa Manuel de Meneses Severim de Noronha, Duque da Terceira e Marquês de Vila Flor (2.ª vez) (1792–1860)                                                                    |         | 19 de abril de 1836                                   | 10 de setembro de 1836                                | V                      |
| 9                                                        | D. José Manuel Inácio da Cunha e Meneses da Gama e Vasconcelos Carneiro de Sousa Portugal e Faro, Conde de Lumiares e Senhor de Vimieiro (1788–1849)                                             |         | 10 de setembro de 1836                                | 4 de novembro de 1836                                 | VI                     |
| –                                                        | José de Vasconcelos Bandeira de Lemos, Barão de Leiria (não empossado) (1794–1873) |         | 4 de novembro de 1836                                 | 6 de novembro de 1836                                 | G. M.                  |
| 10                                                       | Bernardo de Sá Nogueira de Figueiredo, Visconde de Sá da Bandeira (interino) (1795–1876) |         | 6 de novembro de 1836                                 | 1 de junho de 1837                                    | VII                    |
| 11                                                       | Joaquim de Sousa Quevedo Pizarro, Visconde de Bóbeda (2.ª vez) (1777–1838) |         | 1 de junho de 1837                                    | 30 de outubro de 1837                                 | VIII                   |
| 11                                                       | Joaquim de Sousa Quevedo Pizarro, Visconde de Bóbeda (2.ª vez) (1777–1838) | IX      | 1 de junho de 1837                                    | 30 de outubro de 1837                                 |                        |
| 12                                                       | Francisco Pedro Celestino Soares (interino) (1791–1873) |         | 30 de outubro de 1837                                 | 9 de novembro de 1837                                 |                        |
| 13                                                       | José Lúcio Travassos Valdez, Barão do Bonfim (interino) (1787–1862) |         | 9 de novembro de 1837                                 | 9 de março de 1838                                    |                        |
| 14                                                       | Bernardo de Sá Nogueira de Figueiredo, Visconde de Sá da Bandeira (2.ª vez; interino) (1795–1876)                                                                                                |         | 9 de março de 1838                                    | 17 de abril de 1838                                   |                        |
| 15                                                       | José Lúcio Travassos Valdez, Conde do Bonfim (2.ª vez) (1787–1862) |         | 17 de abril de 1838                                   | 18 de abril de 1839                                   |                        |
| 16                                                       | Rodrigo Pinto Pizarro de Almeida Carvalhais, Barão da Ribeira de Sabrosa (1788–1841) |         | 18 de abril de 1839                                   | 26 de novembro de 1839                                | X                      |
| 17                                                       | José Lúcio Travassos Valdez, Conde do Bonfim (3.ª vez) (1787–1862) |         | 26 de novembro de 1839                                | 9 de junho de 1841                                    | XI                     |
| 18                                                       | D. José Luís de Sousa Botelho Mourão e Vasconcelos, Conde de Vila Real (2.ª vez) (1815–1858) |         | 9 de junho de 1841                                    | 7 de fevereiro de 1842                                | XII                    |
| 19                                                       | Bernardo de Sá Nogueira de Figueiredo, Visconde de Sá da Bandeira (3.ª vez) (1795–1876) |         | 7 de fevereiro de 1842                                | 8 de fevereiro de 1842                                | XIII                   |
| –                                                        | Junta Provisória de Governo composta por: António Bernardo da Costa Cabral António Vicente de Queirós, Barão da Ponte de Santa Maria Marcelino Máximo de Azevedo e Melo António Pereira dos Reis |         | 8 de fevereiro de 1842                                | 9 de fevereiro de 1842                                | ——                     |
| 20                                                       | D. António José de Sousa Manuel de Meneses Severim de Noronha, Duque da Terceira e Marquês de Vila Flor (3.ª vez) (1792–1860)                                                                    |         | 9 de fevereiro de 1842                                | 26 de maio de 1846                                    | XIV                    |
| 20                                                       | D. António José de Sousa Manuel de Meneses Severim de Noronha, Duque da Terceira e Marquês de Vila Flor (3.ª vez) (1792–1860)                                                                    | XV      | 9 de fevereiro de 1842                                | 26 de maio de 1846                                    |                        |
| –                                                        | D. João Carlos Gregório Domingos Vicente Francisco de Saldanha Oliveira e Daun, Marquês de Saldanha (não empossado) (1790–1876)                                                                  |         | 26 de maio de 1846                                    | 19 de julho de 1846                                   |                        |
| 21                                                       | José Jorge Loureiro (2.ª vez; interino) (1791–1860) |         | 26 de maio de 1846                                    | 19 de julho de 1846                                   |                        |
| 22                                                       | Bernardo de Sá Nogueira de Figueiredo, Visconde de Sá da Bandeira (4.ª vez) (1795–1876) |         | 19 de julho de 1846                                   | 6 de outubro de 1846                                  |                        |
| 23                                                       | D. João Carlos Gregório Domingos Vicente Francisco de Saldanha Oliveira e Daun, Marquês de Saldanha (2.ª vez) (1790–1876)                                                                        |         | 6 de outubro de 1846                                  | 4 de novembro de 1846                                 | XVI                    |
| –                                                        | José António Maria de Sousa Azevedo, Visconde de Algés (interino) (1796–1865) |         | 4 de novembro de 1846                                 | 20 de fevereiro de 1847                               | XVI                    |
| –                                                        | António da Costa e Silva, Barão de Ovar (interino) (1782–1856) |         | 20 de fevereiro de 1847                               | 28 de abril de 1847                                   | XVI                    |
| 24                                                       | Ildefonso Leopoldo Bayard (interino) (1785–1856) |         | 28 de abril de 1847                                   | 3 de maio de 1847                                     | XVI                    |
| 25                                                       | Jerónimo Pereira de Vasconcelos, Barão de Ponte da Barca (1792–1875) |         | 3 de maio de 1847                                     | 22 de agosto de 1847                                  | XVI                    |
| 26                                                       | António José da Silva Leão, Barão de Almofala (1793–1850) |         | 22 de agosto de 1847                                  | 18 de dezembro de 1847                                | XVI                    |
| 27                                                       | D. João Carlos Gregório Domingos Vicente Francisco de Saldanha Oliveira e Daun, Duque de Saldanha (3.ª vez; interino) (1790–1876)                                                                |         | 18 de dezembro de 1847                                | 8 de janeiro de 1848                                  | XVII                   |
| 28                                                       | Fernando da Fonseca Mesquita e Sola, Barão de Francos (1795–1857) |         | 8 de janeiro de 1848                                  | 29 de janeiro de 1849                                 | XVII                   |
| 29                                                       | José Joaquim Januário Lapa, Barão de Vila Nova de Ourém (1796–1859) |         | 29 de janeiro de 1849                                 | 18 de junho de 1849                                   | XVII                   |
| 30                                                       | Adriano Maurício Guilherme Ferreri (1798–1860) |         | 18 de junho de 1849                                   | 27 de abril de 1851                                   | XVIII                  |
| –                                                        | Flórido Rodrigues Pereira Ferraz (interino) (1790–1862) |         | 27 de abril de 1851                                   | 30 de abril de 1851                                   | XIX                    |
| 31                                                       | D. António José de Sousa Manuel de Meneses Severim de Noronha, Duque da Terceira e Marquês de Vila Flor (4.ª vez) (1792–1860)                                                                    |         | 30 de abril de 1851                                   | 1 de maio de 1851                                     | XIX                    |
| 32                                                       | Fernando da Fonseca Mesquita e Sola, Barão de Francos (2.ª vez; interino) (1795–1857) |         | 1 de maio de 1851                                     | 17 de maio de 1851                                    | XX                     |
| 33                                                       | D. João Carlos Gregório Domingos Vicente Francisco de Saldanha Oliveira e Daun, Duque de Saldanha (4.ª vez; interino) (1790–1876)                                                                |         | 17 de maio de 1851                                    | 6 de junho de 1856                                    | XX                     |
| 33                                                       | D. João Carlos Gregório Domingos Vicente Francisco de Saldanha Oliveira e Daun, Duque de Saldanha (4.ª vez; interino) (1790–1876)                                                                | XXI     | 17 de maio de 1851                                    | 6 de junho de 1856                                    |                        |
| 34                                                       | José Jorge Loureiro (3.ª vez) (1791–1860) |         | 6 de junho de 1856                                    | 23 de janeiro de 1857                                 | XXII                   |
| 35                                                       | Bernardo de Sá Nogueira de Figueiredo, Visconde de Sá da Bandeira (5.ª vez; interino) (1795–1876)                                                                                                |         | 23 de janeiro de 1857                                 | 8 de setembro de 1857                                 | XXII                   |
| 36                                                       | António Rogério Gromicho Couceiro (1807–1862) |         | 8 de setembro de 1857                                 | 16 de dezembro de 1858                                | XXII                   |
| 37                                                       | Bernardo de Sá Nogueira de Figueiredo, Visconde de Sá da Bandeira (6.ª vez; interino) (1795–1876)                                                                                                |         | 16 de dezembro de 1858                                | 16 de março de 1859                                   | XXII                   |
| 38                                                       | D. António José de Sousa Manuel de Meneses Severim de Noronha, Duque da Terceira e Marquês de Vila Flor (5.ª vez) (1792–1860)                                                                    |         | 16 de março de 1859                                   | 24 de abril de 1860                                   | XXIII                  |
| 39                                                       | António de Serpa Pimentel (interino ) (1825–1900) |         | 24 de abril de 1860                                   | 1 de maio de 1860                                     | XXIII                  |
| 40                                                       | Joaquim António Velez Barreiros, Visconde de Nossa Senhora da Luz (interino) (1803–1865) |         | 1 de maio de 1860                                     | 4 de julho de 1860                                    | XXIV                   |
| 41                                                       | Belchior José Garcez (interino) (1808–1874) |         | 4 de julho de 1860                                    | 3 de dezembro de 1860                                 | XXV                    |
| 42                                                       | Bernardo de Sá Nogueira de Figueiredo, Visconde de Sá da Bandeira (7.ª vez) (1795–1876) |         | 3 de dezembro de 1860                                 | 14 de janeiro de 1864                                 | XXV                    |
| 43                                                       | José Gerardo Ferreira de Passos (1801–1870) |         | 14 de janeiro de 1864                                 | 5 de março de 1865                                    | XXV                    |
| 44                                                       | Bernardo de Sá Nogueira de Figueiredo, Marquês de Sá da Bandeira (8.ª vez) (1795–1876) |         | 5 de março de 1865                                    | 4 de setembro de 1865                                 | XXV                    |
| 44                                                       | Bernardo de Sá Nogueira de Figueiredo, Marquês de Sá da Bandeira (8.ª vez) (1795–1876) | XXVI    | 5 de março de 1865                                    | 4 de setembro de 1865                                 |                        |
| 45                                                       | António César de Vasconcelos Correia, Conde de Torres Novas (1797–1865) |         | 4 de setembro de 1865                                 | 26 de setembro de 1865                                | XXVII                  |
| 46                                                       | Isidoro Francisco Guimarães, Visconde da Praia Grande de Macau (interino) (1808–1883) |         | 26 de setembro de 1865                                | 22 de novembro de 1965                                | XXVII                  |
| 47                                                       | Salvador de Oliveira Pinto da França (1822–1866) |         | 22 de novembro de 1965                                | 16 de fevereiro de 1866                               | XXVII                  |
| 48                                                       | Isidoro Francisco Guimarães, Visconde da Praia Grande de Macau (interino) (1808–1883) |         | 16 de fevereiro de 1866                               | 9 de maio de 1866                                     | XXVII                  |
| 49                                                       | António Maria de Fontes Pereira de Melo (interino) (1819–1887) |         | 9 de maio de 1866                                     | 4 de janeiro de 1868                                  | XXVII                  |
| 50                                                       | José Maria de Magalhães (1808–1869) |         | 4 de janeiro de 1868                                  | 22 de julho de 1868                                   | XXVIII                 |
| 51                                                       | Bernardo de Sá Nogueira de Figueiredo, Marquês de Sá da Bandeira (9.ª vez) (1795–1876) |         | 22 de julho de 1868                                   | 11 de agosto de 1869                                  | XXIX                   |
| 52                                                       | Joaquim Tomás Lobo de Ávila (interino) (1822–1901) |         | 11 de agosto de 1869                                  | 6 de setembro de 1869                                 | XXX                    |
| 53                                                       | Luís da Silva Maldonado de Eça (1808–1879) |         | 6 de setembro de 1869                                 | 18 de novembro de 1869                                | XXX                    |
| 54                                                       | Joaquim Tomás Lobo de Ávila (2.ª vez; interino) (1822–1901) |         | 18 de novembro de 1869                                | 19 de maio de 1870                                    | XXX                    |
| 55                                                       | D. João Carlos Gregório Domingos Vicente Francisco de Saldanha Oliveira e Daun, Duque de Saldanha (5.ª vez) (1790–1876)                                                                          |         | 19 de maio de 1870                                    | 29 de agosto de 1870                                  | XXXI                   |
| 56                                                       | Bernardo de Sá Nogueira de Figueiredo, Marquês de Sá da Bandeira (10.ª vez) (1795–1876) |         | 29 de agosto de 1870                                  | 29 de outubro de 1870                                 | XXXII                  |
| 57                                                       | José Maria de Morais Rego (interino) (1810–1883) |         | 29 de outubro de 1870                                 | 13 de setembro de 1871                                | XXXIII                 |
| 58                                                       | António Maria de Fontes Pereira de Melo (2.ª vez; interino) (1819–1887) |         | 13 de setembro de 1871                                | 15 de janeiro de 1872                                 | XXXIV                  |
| –                                                        | João de Andrade Corvo (interino) (1824–1890) |         | 15 de janeiro de 1872                                 | 28 de janeiro de 1872                                 | XXXIV                  |
| –                                                        | António Maria de Fontes Pereira de Melo (2.ª vez continuação; interino até 11 de outubro de 1872) (1819–1887)                                                                                    |         | 28 de janeiro de 1872                                 | 5 de março de 1877                                    | XXXIV                  |
| 59                                                       | António Florêncio de Sousa Pinto (1818–1890) |         | 5 de março de 1877                                    | 29 de janeiro de 1878                                 | XXXV                   |
| 60                                                       | António Maria de Fontes Pereira de Melo (3.ª vez) (1819–1887) |         | 29 de janeiro de 1878                                 | 1 de junho de 1879                                    | XXXVI                  |
| 61                                                       | João Crisóstomo de Abreu e Sousa (1811–1895) |         | 1 de junho de 1879                                    | 29 de novembro de 1880                                | XXXVII                 |
| 62                                                       | José Joaquim de Castro (1824–1895) |         | 29 de novembro de 1880                                | 25 de março de 1881                                   | XXXVII                 |
| 63                                                       | Caetano Pereira Sanches de Castro (1822–1908) |         | 25 de março de 1881                                   | 14 de novembro de 1881                                | XXXVIII                |
| 64                                                       | António Maria de Fontes Pereira de Melo (4.ª vez; interino) (1819–1887) |         | 14 de novembro de 1881                                | 21 de maio de 1883                                    | XXXIX                  |
| –                                                        | José Vicente Barbosa du Bocage (interino) (1823–1907) |         | 21 de maio de 1883                                    | 31 de maio de 1883                                    | XXXIX                  |
| –                                                        | António Maria de Fontes Pereira de Melo (4.ª vez continuação; interino até 24 de outubro de 1883) (1819–1887)                                                                                    |         | 31 de maio de 1883                                    | 20 de fevereiro de 1886                               | XXXIX                  |
| –                                                        | António Maria de Fontes Pereira de Melo (4.ª vez continuação; interino até 24 de outubro de 1883) (1819–1887)                                                                                    | XL      | 31 de maio de 1883                                    | 20 de fevereiro de 1886                               |                        |
| 65                                                       | Januário Correia de Almeida, Visconde de São Januário (1829–1901) |         | 20 de fevereiro de 1886                               | 15 de novembro de 1888                                | XLI                    |
| 66                                                       | José Joaquim de Castro (2.ª vez) (1824–1895) |         | 15 de novembro de 1888                                | 9 de novembro de 1889                                 | XLI                    |
| 67                                                       | Marino João Franzini (1839–1908) |         | 9 de novembro de 1889                                 | 14 de janeiro de 1890                                 | XLI                    |
| –                                                        | Vasco Guedes de Carvalho e Meneses (não empossado) (1824–1905) |         | 14 de janeiro de 1890                                 | 17 de janeiro de 1890                                 | XLII                   |
| 68                                                       | António de Serpa Pimentel (2.ª vez; interino ) (1825–1900) |         | 14 de janeiro de 1890                                 | 13 de outubro de 1890                                 | XLII                   |
| 69                                                       | João Crisóstomo de Abreu e Sousa (2.ª vez) (1811–1895) |         | 13 de outubro de 1890                                 | 17 de janeiro de 1892                                 | XLIII                  |
| 69                                                       | João Crisóstomo de Abreu e Sousa (2.ª vez) (1811–1895) | XLIV    | 13 de outubro de 1890                                 | 17 de janeiro de 1892                                 |                        |
| 70                                                       | Jorge Cândido Cordeiro Pinheiro Furtado (1810–1898) |         | 17 de janeiro de 1892                                 | 22 de fevereiro de 1893                               | XLV                    |
| 70                                                       | Jorge Cândido Cordeiro Pinheiro Furtado (1810–1898) | XLVI    | 17 de janeiro de 1892                                 | 22 de fevereiro de 1893                               |                        |
| 71                                                       | Luís Augusto Pimentel Pinto (interino) (1843–1913) |         | 22 de fevereiro de 1893                               | 7 de abril de 1896                                    | XLVII                  |
| 72                                                       | José Estêvão de Morais Sarmento (1843–1930) |         | 7 de abril de 1896                                    | 7 de fevereiro de 1897                                | XLVII                  |
| 73                                                       | Francisco Maria da Cunha (1822–1909) |         | 7 de fevereiro de 1897                                | 28 de agosto de 1897                                  | XLVIII                 |
| –                                                        | José Luciano de Castro Pereira Corte-Real (interino) (1834–1914) |         | 28 de agosto de 1897                                  | 25 de setembro de 1897                                | XLVIII                 |
| –                                                        | Francisco Maria da Cunha (continuação) (1822–1909) |         | 25 de setembro de 1897                                | 9 de junho de 1898                                    | XLVIII                 |
| –                                                        | José Luciano de Castro Pereira Corte-Real (interino) (1834–1914) |         | 9 de junho de 1898                                    | 11 de julho de 1898                                   | XLVIII                 |
| –                                                        | Francisco Maria da Cunha (continuação) (1822–1909) |         | 11 de julho de 1898                                   | 18 de agosto de 1898                                  | XLVIII                 |
| 74                                                       | Sebastião Custódio de Sousa Teles (1847–1921) |         | 18 de agosto de 1898                                  | 25 de junho de 1900                                   | XLIX                   |
| 75                                                       | Luís Augusto Pimentel Pinto (2.ª vez) (1843–1913) |         | 25 de junho de 1900                                   | 20 de outubro de 1904                                 | L                      |
| 75                                                       | Luís Augusto Pimentel Pinto (2.ª vez) (1843–1913) | LI      | 25 de junho de 1900                                   | 20 de outubro de 1904                                 |                        |
| 76                                                       | Sebastião Custódio de Sousa Teles (2.ª vez) (1847–1921) |         | 20 de outubro de 1904                                 | 27 de dezembro de 1905                                | LII                    |
| 77                                                       | José Matias Nunes (1848–1920) |         | 27 de dezembro de 1905                                | 20 de março de 1906                                   | LIII                   |
| 78                                                       | Luís Augusto Pimentel Pinto (3.ª vez) (1843–1913) |         | 20 de março de 1906                                   | 19 de maio de 1906                                    | LIV                    |
| 79                                                       | António Carlos Coelho de Vasconcelos Porto (1855–1924) |         | 19 de maio de 1906                                    | 4 de fevereiro de 1908                                | LV                     |
| 80                                                       | Sebastião Custódio de Sousa Teles (3.ª vez) (1847–1921) |         | 4 de fevereiro de 1908                                | 14 de maio de 1909                                    | LVI                    |
| 80                                                       | Sebastião Custódio de Sousa Teles (3.ª vez) (1847–1921) | LVII    | 4 de fevereiro de 1908                                | 14 de maio de 1909                                    |                        |
| 80                                                       | Sebastião Custódio de Sousa Teles (3.ª vez) (1847–1921) | LVIII   | 4 de fevereiro de 1908                                | 14 de maio de 1909                                    |                        |
| 81                                                       | José Manuel de Elvas Cardeira (1847–1914) |         | 14 de maio de 1909                                    | 22 de dezembro de 1909                                | LIX                    |
| 82                                                       | José Matias Nunes (2.ª vez) (1848–1920) |         | 22 de dezembro de 1909                                | 26 de junho de 1910                                   | LX                     |
| 83                                                       | José Nicolau Raposo Botelho (1850–1914) |         | 26 de junho de 1910                                   | 5 de outubro de 1910                                  | LXI                    |
| Primeira República (1911–1926)                           | |         |                                                       |                                                       |                        |
| #                                                        | Ministro da Guerra (Nascimento–Morte) | Retrato | Início do mandato                                     | Fim do mandato                                        | Governo                |
| Governo Provisório (1910–1911)                           | |         |                                                       |                                                       |                        |
| 84                                                       | António Xavier Correia Barreto (1853–1939) |         | 5 de outubro de 1910                                  | 3 de setembro de 1911                                 | Gov. Prov. (I)         |
| Governos Constitucionais (1911–1917)                     | |         |                                                       |                                                       |                        |
| 85                                                       | José Joaquim Pereira Pimenta de Castro (1846–1918) |         | 4 de setembro de 1911                                 | 8 de outubro de 1911                                  | II                     |
| 86                                                       | Alberto Carlos da Silveira (1859–1927) |         | 8 de outubro de 1911                                  | 16 de junho de 1912                                   | II                     |
| 86                                                       | Alberto Carlos da Silveira (1859–1927) | III     | 8 de outubro de 1911                                  | 16 de junho de 1912                                   |                        |
| 87                                                       | António Xavier Correia Barreto (2.ª vez) (1853–1939) |         | 16 de junho de 1912                                   | 9 de janeiro de 1913                                  | IV                     |
| 88                                                       | João Pereira Bastos (1865–1951) |         | 9 de janeiro de 1913                                  | 9 de fevereiro de 1914                                | V                      |
| 89                                                       | António Júlio da Costa Pereira de Eça (1852–1917) |         | 9 de fevereiro de 1914                                | 12 de dezembro de 1914                                | VI                     |
| 89                                                       | António Júlio da Costa Pereira de Eça (1852–1917) | VII     | 9 de fevereiro de 1914                                | 12 de dezembro de 1914                                |                        |
| 90                                                       | Joaquim Basílio Cerveira e Sousa de Albuquerque e Castro (1853–1925) |         | 12 de dezembro de 1914                                | 25 de janeiro de 1915                                 | VIII                   |
| 91                                                       | José Joaquim Pereira Pimenta de Castro (2.ª vez) (1846–1918) |         | 25 de janeiro de 1915                                 | 14 de maio de 1915                                    | IX                     |
| –                                                        | Junta Constitucional composta por: José Maria Mendes Ribeiro Norton de Matos António Maria da Silva José de Freitas Ribeiro Alfredo Ernesto de Sá Cardoso Álvaro Xavier de Castro                |         | 14 de maio de 1915                                    | 15 de maio de 1915                                    | ——                     |
| –                                                        | Basílio Teles (não empossado) (1856–1923) |         | 15 de maio de 1915                                    | 17 de maio de 1915                                    | X                      |
| 92                                                       | José Augusto Soares Ribeiro de Castro (1848–1929) |         | 17 de maio de 1915                                    | 22 de julho de 1915                                   | X                      |
| 92                                                       | José Augusto Soares Ribeiro de Castro (1848–1929) | XI      | 17 de maio de 1915                                    | 22 de julho de 1915                                   |                        |
| 93                                                       | José Maria Mendes Ribeiro Norton de Matos (1867–1955) |         | 22 de julho de 1915                                   | 10 de maio de 1917                                    | XI                     |
| 93                                                       | José Maria Mendes Ribeiro Norton de Matos (1867–1955) | XII     | 22 de julho de 1915                                   | 10 de maio de 1917                                    |                        |
| 93                                                       | José Maria Mendes Ribeiro Norton de Matos (1867–1955) | XIII    | 22 de julho de 1915                                   | 10 de maio de 1917                                    |                        |
| 93                                                       | José Maria Mendes Ribeiro Norton de Matos (1867–1955) | XIV     | 22 de julho de 1915                                   | 10 de maio de 1917                                    |                        |
| –                                                        | Afonso Augusto da Costa (interino) (1871–1937) |         | 10 de maio de 1917                                    | 5 de julho de 1917                                    |                        |
| –                                                        | José Maria Mendes Ribeiro Norton de Matos (continuação) (1867–1955) |         | 5 de julho de 1917                                    | 8 de dezembro de 1917                                 |                        |
| República Nova (1917–1918)                               | |         |                                                       |                                                       |                        |
| –                                                        | Junta Revolucionária composta por: Sidónio Bernardino Cardoso da Silva Pais (Presidente) António Maria de Azevedo Machado Santos (Vogal) José Feliciano da Costa Júnior (Vogal)                  |         | 8 de dezembro de 1917                                 | 11 de dezembro de 1917                                | ——                     |
| 94                                                       | Sidónio Bernardino Cardoso da Silva Pais (1872–1918) |         | 11 de dezembro de 1917                                | 9 de maio de 1918                                     | XV                     |
| 95                                                       | João Tamagnini de Sousa Barbosa (interino) (1883–1929) |         | 9 de maio de 1918                                     | 15 de maio de 1918                                    | XV                     |
| #                                                        | Secretário de Estado da Guerra (Nascimento–Morte) | Retrato | Início do mandato                                     | Fim do mandato                                        | Governo                |
| 96                                                       | Amílcar de Castro Abreu Mota (1864–1949) |         | 15 de maio de 1918                                    | 8 de outubro de 1918                                  | XVI                    |
| 97                                                       | Álvaro César de Mendonça (1875–1959) |         | 8 de outubro de 1918                                  | 16 de dezembro de 1918                                | XVI                    |
| #                                                        | Ministro da Guerra (Nascimento–Morte) | Retrato | Início do mandato                                     | Fim do mandato                                        | XVI                    |
| –                                                        | Álvaro César de Mendonça (continuação) (1875–1959) |         | 16 de dezembro de 1918                                | 23 de dezembro de 1918                                | XVI                    |
| Governos Constitucionais (1918–1926)                     | |         |                                                       |                                                       |                        |
| 98                                                       | Luís Alberto Homem da Cunha Corte Real (1854–1927) |         | 23 de dezembro de 1918                                | 7 de janeiro de 1919                                  | XVII                   |
| 99                                                       | José Alberto da Silva Basto (1876–1972) |         | 7 de janeiro de 1919                                  | 27 de janeiro de 1919                                 | XVIII                  |
| 100                                                      | António Maria de Freitas Soares (1877–1953) |         | 27 de janeiro de 1919                                 | 15 de fevereiro de 1919                               | XIX                    |
| –                                                        | Jorge de Vasconcelos Nunes (interino) (1878–1936) |         | 15 de fevereiro de 1919                               | data indeterminada (antes de 24 de fevereiro de 1919) | XIX                    |
| –                                                        | António Maria de Freitas Soares (continuação) (1877–1953) |         | data indeterminada (antes de 24 de fevereiro de 1919) | 30 de março de 1919                                   | XIX                    |
| 101                                                      | Jorge de Vasconcelos Nunes (interino) (1878–1936) |         | 30 de março de 1919                                   | 1 de abril de 1919                                    | XX                     |
| 102                                                      | António Maria Baptista (1863–1920) |         | 1 de abril de 1919                                    | 29 de junho de 1919                                   | XX                     |
| 103                                                      | Hélder Armando dos Santos Ribeiro (1883–1973) |         | 29 de junho de 1919                                   | 15 de janeiro de 1920                                 | XXI                    |
| –                                                        | José Mendes dos Reis (não empossado) (1873–1971) |         | 15 de janeiro de 1920                                 | 15 de janeiro de 1920                                 | XXII                   |
| –                                                        | Hélder Armando dos Santos Ribeiro (reconduzido) (1883–1973) |         | 15 de janeiro de 1920                                 | 8 de março de 1920                                    | XXI                    |
| –                                                        | Hélder Armando dos Santos Ribeiro (reconduzido) (1883–1973) | XXIII   | 15 de janeiro de 1920                                 | 8 de março de 1920                                    |                        |
| 104                                                      | João Estêvão Águas (1872–1956) |         | 8 de março de 1920                                    | 26 de junho de 1920                                   | XXIV                   |
| 105                                                      | João Pedroso de Lima (interino) (1858–1938) |         | 26 de junho de 1920                                   | 19 de julho de 1920                                   | XXV                    |
| 106                                                      | Hélder Armando dos Santos Ribeiro (2.ª vez) (1883–1973) |         | 19 de julho de 1920                                   | 20 de novembro de 1920                                | XXVI                   |
| 107                                                      | Álvaro Xavier de Castro (interino entre 20 e 30 de novembro de 1920) (1878–1928) |         | 20 de novembro de 1920                                | 23 de maio de 1921                                    | XXVII                  |
| 107                                                      | Álvaro Xavier de Castro (interino entre 20 e 30 de novembro de 1920) (1878–1928) | XXVIII  | 20 de novembro de 1920                                | 23 de maio de 1921                                    |                        |
| 107                                                      | Álvaro Xavier de Castro (interino entre 20 e 30 de novembro de 1920) (1878–1928) | XXIX    | 20 de novembro de 1920                                | 23 de maio de 1921                                    |                        |
| 108                                                      | Alberto Carlos da Silveira (2.ª vez) (1859–1927) |         | 23 de maio de 1921                                    | 30 de agosto de 1921                                  | XXX                    |
| 109                                                      | António Maria de Freitas Soares (2.ª vez) (1877–1953) |         | 30 de agosto de 1921                                  | 19 de outubro de 1921                                 | XXXI                   |
| 110                                                      | José Cortês dos Santos (1885–1963) |         | 19 de outubro de 1921                                 | 5 de novembro de 1921                                 | XXXII                  |
| 111                                                      | Carlos Henrique da Silva Maia Pinto (interino) (1866–1932) |         | 5 de novembro de 1921                                 | 14 de novembro de 1921                                | XXXIII                 |
| 112                                                      | João Evangelista Pinto de Magalhães (1858–1939) |         | 14 de novembro de 1921                                | 16 de dezembro de 1921                                | XXXIII                 |
| 113                                                      | Fernando Augusto Freiria (1877–1955) |         | 16 de dezembro de 1921                                | 6 de fevereiro de 1922                                | XXXIV                  |
| 114                                                      | António Xavier Correia Barreto (3.ª vez) (1853–1939) |         | 6 de fevereiro de 1922                                | 30 de novembro de 1922                                | XXXV                   |
| 115                                                      | Ernesto Maria Vieira da Rocha (1872–1952) |         | 30 de novembro de 1922                                | 7 de dezembro de 1922                                 | XXXVI                  |
| 116                                                      | Fernando Augusto Freiria (2.ª vez) (1877–1955) |         | 7 de dezembro de 1922                                 | 21 de julho de 1923                                   | XXXVII                 |
| 117                                                      | António Maria da Silva (interino) (1872–1950) |         | 21 de julho de 1923                                   | 15 de novembro de 1923                                | XXXVII                 |
| 118                                                      | António Óscar de Fragoso Carmona (1869–1951) |         | 15 de novembro de 1923                                | 18 de dezembro de 1923                                | XXXVIII                |
| 119                                                      | António Germano Guedes Ribeiro de Carvalho (1889–1967) |         | 18 de dezembro de 1923                                | 26 de fevereiro de 1924                               | XXXIX                  |
| 120                                                      | Álvaro Xavier de Castro (2.ª vez; interino) (1878–1928) |         | 26 de fevereiro de 1924                               | 8 de março de 1924                                    | XXXIX                  |
| 121                                                      | Américo Olavo Correia de Azevedo (1881–1927) |         | 8 de março de 1924                                    | 6 de julho de 1924                                    | XXXIX                  |
| 122                                                      | Ernesto Maria Vieira da Rocha (2.ª vez) (1872–1952) |         | 6 de julho de 1924                                    | 22 de novembro de 1924                                | XL                     |
| 123                                                      | Hélder Armando dos Santos Ribeiro (3.ª vez) (1883–1973) |         | 22 de novembro de 1924                                | 15 de fevereiro de 1925                               | XLI                    |
| 124                                                      | Ernesto Maria Vieira da Rocha (3.ª vez) (1872–1952) |         | 15 de fevereiro de 1925                               | 21 de abril de 1925                                   | XLII                   |
| 125                                                      | Vitorino Henriques Godinho (interino) (1878–1962) |         | 21 de abril de 1925                                   | 23 de abril de 1925                                   | XLII                   |
| 126                                                      | António Nogueira Mimoso Guerra (1867–1950) |         | 23 de abril de 1925                                   | 18 de junho de 1925                                   | XLII                   |
| 127                                                      | Vitorino Máximo de Carvalho Guimarães (interino) (1876–1957) |         | 18 de junho de 1925                                   | 1 de julho de 1925                                    | XLII                   |
| 128                                                      | António Maria da Silva (2.ª vez) (1872–1950) |         | 1 de julho de 1925                                    | 1 de agosto de 1925                                   | XLIII                  |
| 129                                                      | Ernesto Maria Vieira da Rocha (4.ª vez) (1872–1952) |         | 1 de agosto de 1925                                   | 30 de outubro de 1925                                 | XLIV                   |
| 130                                                      | José Esteves da Conceição Mascarenhas (1881–1949) |         | 30 de outubro de 1925                                 | 29 de maio de 1926                                    | XLIV                   |
| 130                                                      | José Esteves da Conceição Mascarenhas (1881–1949) | XLV     | 30 de outubro de 1925                                 | 29 de maio de 1926                                    |                        |
| Segunda República (1926–1974)                            | |         |                                                       |                                                       |                        |
| #                                                        | Ministro da Guerra (Nascimento–Morte) | Retrato | Início do mandato                                     | Fim do mandato                                        | Governo                |
| Ditadura Militar (1926–1928)                             | |         |                                                       |                                                       |                        |
| –                                                        | Junta de Salvação Pública composta por: José Mendes Cabeçadas Júnior (Presidente) Armando Humberto da Gama Ochôa Jaime Pereira Rodrigues Baptista Carlos de Jesus Vilhena                        |         | 29 de maio de 1926                                    | 30 de maio de 1926                                    | ——                     |
| 131                                                      | José Mendes Cabeçadas Júnior (interino) (1883–1965) |         | 30 de maio de 1926                                    | 1 de junho de 1926                                    | I                      |
| 132                                                      | Manuel de Oliveira Gomes da Costa (sem tomar posse entre 1 e 3 de junho) (1863–1929) |         | 1 de junho de 1926                                    | 9 de julho de 1926                                    | I                      |
| 132                                                      | Manuel de Oliveira Gomes da Costa (sem tomar posse entre 1 e 3 de junho) (1863–1929) | II      | 1 de junho de 1926                                    | 9 de julho de 1926                                    |                        |
| 133                                                      | António Óscar de Fragoso Carmona (2.ª vez) (1869–1951) |         | 9 de julho de 1926                                    | 29 de novembro de 1926                                | III                    |
| 134                                                      | Abílio Augusto Valdez de Passos e Sousa (1881–1966) |         | 29 de novembro de 1926                                | 18 de abril de 1928                                   | III                    |
| Ditadura Nacional (1928–1933)                            | |         |                                                       |                                                       |                        |
| 135                                                      | Júlio Ernesto de Morais Sarmento (1875–1949) |         | 18 de abril de 1928                                   | 8 de julho de 1929                                    | IV                     |
| 135                                                      | Júlio Ernesto de Morais Sarmento (1875–1949) | V       | 18 de abril de 1928                                   | 8 de julho de 1929                                    |                        |
| 136                                                      | Amílcar Barcínio Pinto (1869–1947) |         | 8 de julho de 1929                                    | 21 de janeiro de 1930                                 | VI                     |
| 137                                                      | João Nepomuceno Namorado de Aguiar (1876–1945) |         | 21 de janeiro de 1930                                 | 19 de janeiro de 1931                                 | VII                    |
| 138                                                      | Júlio Alberto de Sousa Schiappa de Azevedo (1874–1963) |         | 19 de janeiro de 1931                                 | 25 de julho de 1931                                   | VII                    |
| 139                                                      | António Lopes Mateus (interino entre 25 de julho e 21 de outubro) (1878–1955) |         | 25 de julho de 1931                                   | 5 de julho de 1932                                    | VII                    |
| 140                                                      | António de Oliveira Salazar (interino) (1889–1970) |         | 5 de julho de 1932                                    | 6 de julho de 1932                                    | VIII                   |
| 141                                                      | Daniel Rodrigues de Sousa (1867–1958) |         | 6 de julho de 1932                                    | 11 de abril de 1933                                   | VIII                   |
| Estado Novo (1933–1974)                                  | |         |                                                       |                                                       |                        |
| 142                                                      | Luís Alberto de Oliveira (1880–1956) |         | 11 de abril de 1933                                   | 23 de outubro de 1934                                 | I                      |
| 143                                                      | Abílio Augusto Valdez de Passos e Sousa (2.ª vez) (1881–1966) |         | 23 de outubro de 1934                                 | 25 de janeiro de 1936                                 | I                      |
| 143                                                      | Abílio Augusto Valdez de Passos e Sousa (2.ª vez) (1881–1966) | II      | 23 de outubro de 1934                                 | 25 de janeiro de 1936                                 |                        |
| –                                                        | Joaquim José de Andrade e Silva Abranches (interino) (1888–1939) |         | 25 de janeiro de 1936                                 | 5 de fevereiro de 1936                                |                        |
| –                                                        | Abílio Augusto Valdez de Passos e Sousa (2.ª vez continuação) (1881–1966) |         | 5 de fevereiro de 1936                                | 11 de maio de 1936                                    |                        |
| 144                                                      | António de Oliveira Salazar (2.ª vez; interino) (1889–1970) |         | 11 de maio de 1936                                    | 6 de setembro de 1944                                 |                        |
| 145                                                      | Fernando dos Santos Costa (1899–1982) |         | 6 de setembro de 1944                                 | 2 de agosto de 1950                                   |                        |
| #                                                        | Ministro do Exército (Nascimento–Morte) | Retrato | Início do mandato                                     | Fim do mandato                                        |                        |
| –                                                        | Fernando dos Santos Costa (continuação; interino) (1899–1982) |         | 2 de agosto de 1950                                   | 26 de agosto de 1950                                  |                        |
| 146                                                      | Adolfo do Amaral Abranches Pinto (1895–1981) |         | 26 de agosto de 1950                                  | 12 de abril de 1954                                   |                        |
| 147                                                      | Fernando dos Santos Costa (2.ª vez; interino) (1899–1982) |         | 12 de abril de 1954                                   | 14 de agosto de 1958                                  |                        |
| 148                                                      | Afonso Pinto de Magalhães Galvão Mexia de Almeida Fernandes (1906–1986) |         | 14 de agosto de 1958                                  | 13 de abril de 1961                                   |                        |
| 149                                                      | Mário José Pereira da Silva (n/d–n/d) |         | 13 de abril de 1961                                   | 4 de dezembro de 1962                                 |                        |
| 150                                                      | Joaquim da Luz Cunha (1914–n/d) |         | 4 de dezembro de 1962                                 | 19 de agosto de 1968                                  |                        |
| 151                                                      | José Manuel Bettencourt Conceição Rodrigues (1918–2011) |         | 19 de agosto de 1968                                  | 15 de janeiro de 1970                                 | II                     |
| 151                                                      | José Manuel Bettencourt Conceição Rodrigues (1918–2011) | III     | 19 de agosto de 1968                                  | 15 de janeiro de 1970                                 |                        |
| 152                                                      | Horácio José de Sá Viana Rebelo (1910–1995) |         | 15 de janeiro de 1970                                 | 7 de novembro de 1973                                 |                        |
| 153                                                      | Alberto de Andrade e Silva (1906–1990) |         | 7 de novembro de 1973                                 | 25 de abril de 1974                                   |                        |